# Klobouk (houby)

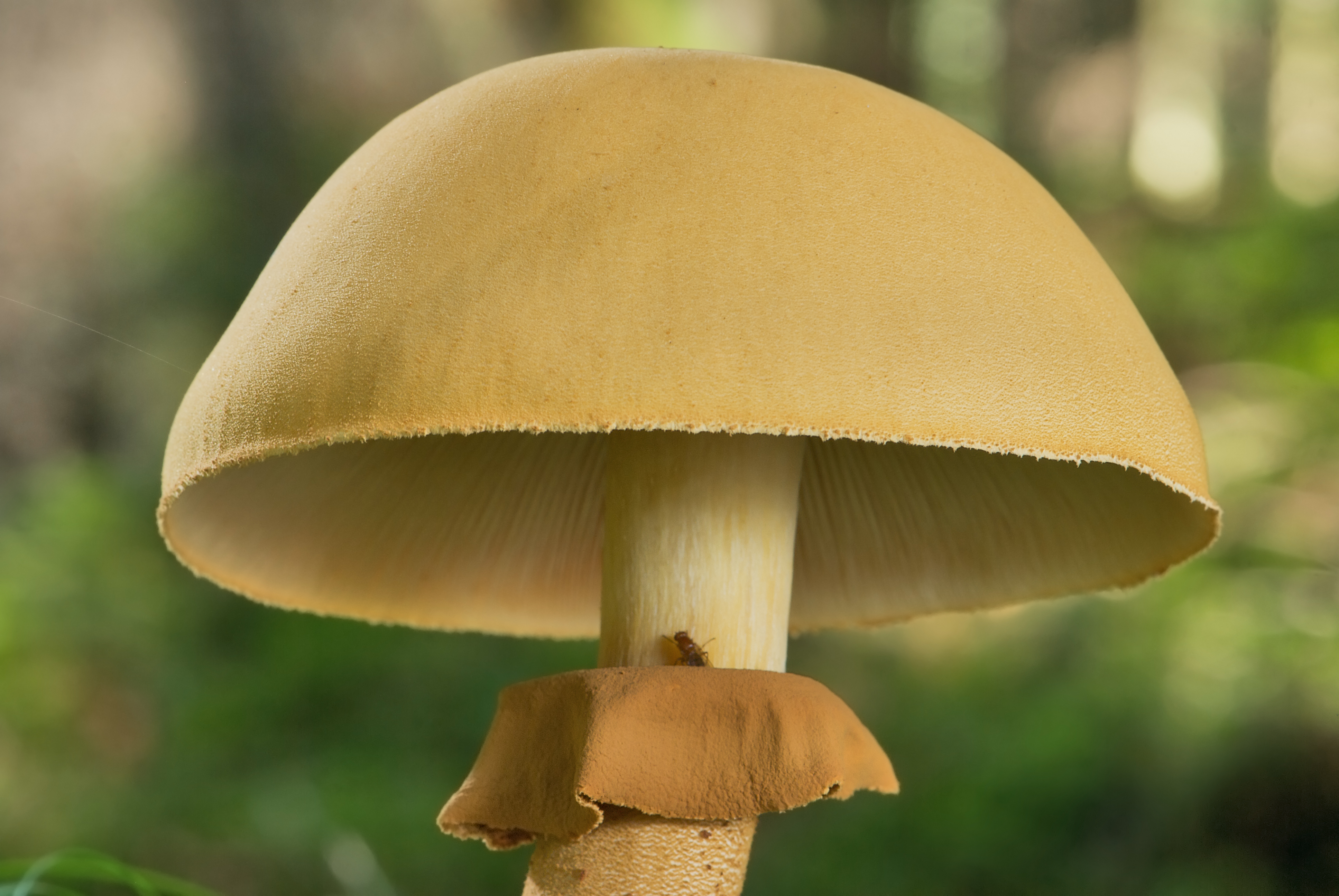
Klobouk a část třeně bedlovnice zlaté

Klobouk čili pileus (lidově „hlava“) je horní částí plodnice (sporokarpu) většiny tzv. kloboukatých makromycetů, tj. hub ze skupiny Agaricomycetidae z oddělení Basidiomycota (stopkovýtrusé houby). Jeho hlavní funkcí je tvorba výtrusorodé vrstvy (hymenium, rouško). Výtrusorodá vrstva se nachází zpravidla na spodní části klobouku, na útvarech v podobě lišt, rourek, ostnů, nebo lupenů. Mimo to se klobouky jednotlivých druhů hub od sebe liší hlavně velikostí, barvou, tvarem a povrchem. Tyto vlastnosti jsou důležité při určování hub podle jejich makroskopických znaků.

## Tvar
Tvar klobouku může nabývat nejrůznějších podob. K hlavním tvarům klobouků patří:

Polokulovitý
Prohloubený
Válcovitý
Plochý
Nálevkovitý
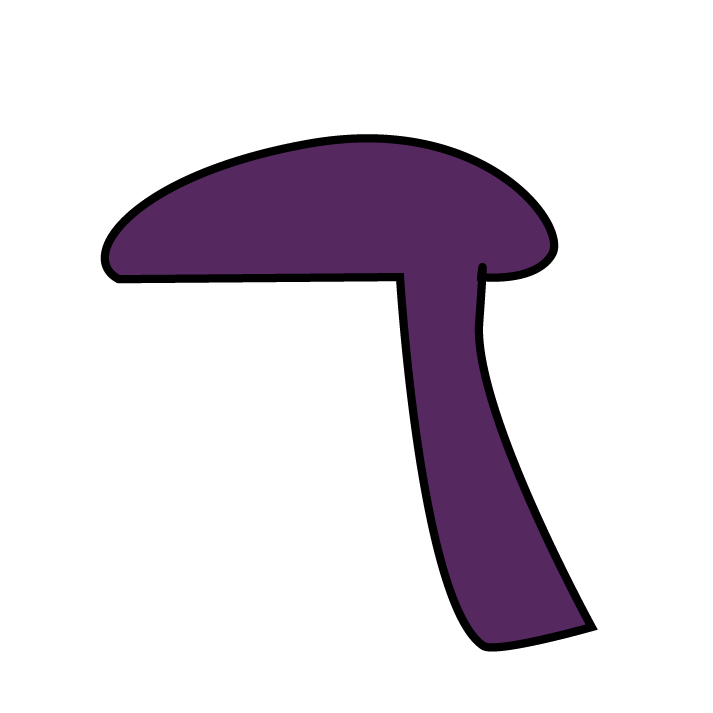
Excentrický
Vejčitý
Kuželovitý
Vmáčklý
Klobouk s hrbolkem

## Okraje
Okraj klobouku může být např.:

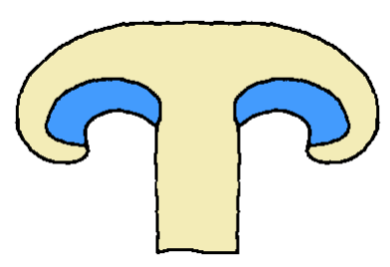
Podvinutý
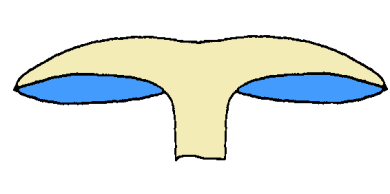
Tupý
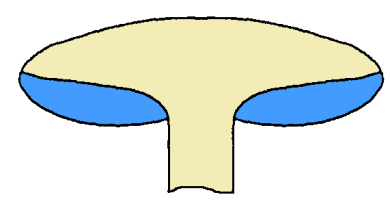
Rovný

## Povrch
Povrch může být hladký, vrásčitý, plstnatý, šupinatý, nebo pokrytý zbytky plachetky (vela). Většina hub má klobouk suchý, některé druhy jej mají slizký jen za větší vlhkosti, jiné téměř stále. Tvar klobouku se v průběhu růstu a vývoje plodnice většinou mění.